# Sistotrema suballantosporum
Sistotrema suballantosporum é um fungo da família Hydnaceae.